# آرماند زیلجیان
آرماند زیلجیان (انگلیسی: Armand Zildjian; زاده ۱۸ فوریهٔ ۱۹۲۱ – درگذشته ۲۶ دسامبر ۲۰۰۲) یک کارآفرین ارمنی‌تبار آمریکایی و رئیس شرکت آودیس زیلجیان و سازنده سنج‌های موسیقی بود.
آرماند زیلجیان متولد میلتون، ماساچوست و اولین فرد از خانواده زیلجیان بود که در ایالات متحده متولد شد.